# Прапор Зоряного
Прапор Зоряного — офіційний геральдичний символ села Зоряне, Хмельницького району Хмельницької області затверджений 23 березня 2015 року № 6 сесії сільської ради.

## Опис
Прямокутне полотнище із співвідношенням сторін 2:3 поділене вертикально на три рівновеликі смуги — зелену, синю і зелену. На центральній смузі вертикальний жовтий колос, над яким бджола на трьох стільниках, одній і двома. На древковій і вільній частинах по рожевій квітці яблуні.
Автор — П. Староста.